# Шеляг

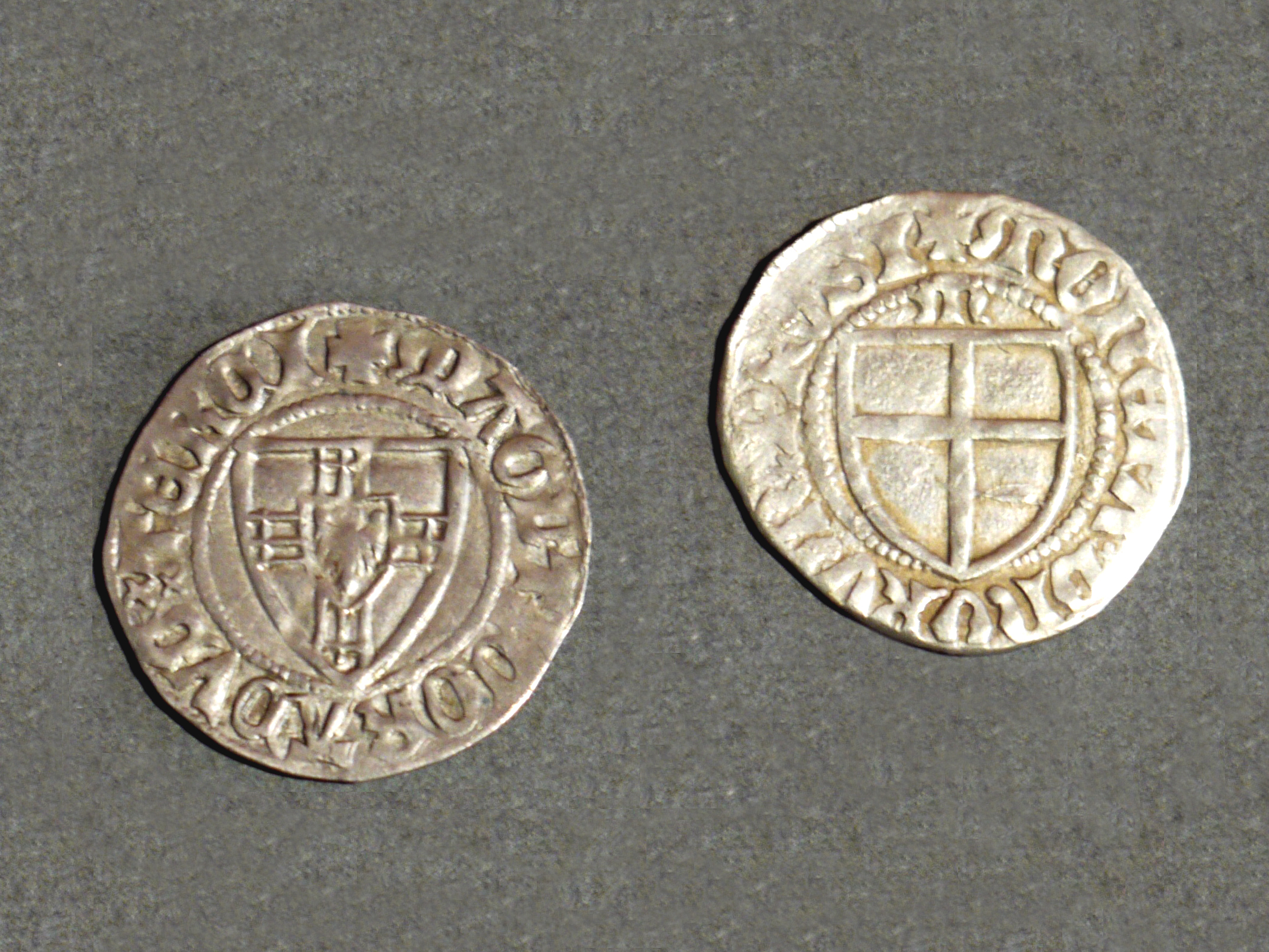
Шеляги времён Конрада V фон Юнгингена из собрания нумизматического кабинета в Мальборке

Шеляг, щеляг, шелег, шляг, щляг, склязь — древнерусское название шиллинга, применявшееся в Киевской Руси X—XI веков к монетам иностранной чеканки, вероятнее всего — к серебряным арабским дирхемам.
В средневековой Польше и затем Речи Посполитой — славянское название шиллингов соседних германских государств и собственная польская монета.
В XIX веке это украинское название русской копейки.

## Этимология
Название происходит от др.-сканд. skillingr или др.-вер.-нем. scilling (суффикс «ing» перешёл в славянское «яг»), которые, в свою очередь, являются германизированными формами слова солид (лат. solidus). Также не исключено заимствование либо контаминация из иврита, от слова «шэлэг» — «белый», «серебряник».

## Упоминания в Повести временных лет

### Оригинальные тексты
В Повести временных лет шеляг — славянское название монеты (или счётной единицы). Упоминается дважды, в рассказах о выплате дани хазарам, под 885 и 964 годами.

В год 6393 (885). Послал Олег к радимичам, спрашивая: «Кому даете дань?» Они же ответили: «Хазарам». И сказал им Олег: «Не давайте хазарам, а мне давайте». И дали Олегу по щелягу, как и хазарам давали.
Оригинальный текст (ст.-слав.)Посла Олегъ к радимичем, ркя: «Кому дань даете?» Они же рѣша: «Козаром». И рече имъ Олегъ: «Не давайте козаромъ, но мнѣ давайте». И вдаша Олгови по щелягу, якоже и козаромъ даяху

В год 6472 (964). И пошел [Святослав] на Оку реку и на Волгу, и набрёл на вятичей, и спросил вятичей: «Кому дань даете?» Они же ответили: «Хазарам по щелягу с сохи даем».
Оригинальный текст (ст.-слав.)И иде на Оку рѣку и на Волгу, и налѣзе вятичи и рече имъ: «Кому дань даете?» Они же ркоша: «Козаром по щелягу от рала даем».

О расчётах славян с другими народами в шелягах летопись не упоминает. В других древнерусских источниках и берестяных грамотах упоминания о шеляге отсутствуют.

### Мнения исследователей
Археологически установлено, что в упомянутый период в восточнославянских землях ходили арабские дирхемы, попадавшие сюда через Хазарию.
Соответственно, большинство исследователей уверено, что в летописном рассказе подразумеваются именно арабские монеты. Открытым остаётся вопрос, бытовало ли данное слово уже в IX—X веках или же оно является более поздней ретроспекцией летописцев. Возможно, что летописец просто перевёл размер дани (монетами, зерном или шкурами) в привычные ему щеляги (шиллинги)

В переводной славянской литературе название встречается в форме «скьлязь». Сличение византийских и древнерусских произведений показывает, что этим термином обозначали византийскую номисму.
Версия о том, что шеляг был самостоятельной древнерусской (или хазарской) монетой, не нашла археологического подтверждения.

## Шеляги в Речи Посполитой
В Польше и соседних с ней восточнославянских землях (Украина, Белоруссия) шелягами (пол. szeląg) назывались биллонные и медные монеты сначала соседних государств (крестоносцев, прусские, поморские или померанские), в частности шиллинги Ливонского ордена, а затем денежные знаки собственной чеканки.
Первые польские шеляги были отчеканены при короле Сигизмунде I (1506—1548). Это были биллонные монеты, первоначально их общий вес составлял 1,24 грамма при чистом содержании серебра в 0,23 грамма. Со временем содержание серебра в польском шеляге неуклонно снижалось пока при Яне-Казимире (1648—1668) он окончательно не превратился в полностью медную монету, получившую обиходное название «боратинка». Последние шеляги выпустил город Гданьск в 1812 году.
После разделов Речи Посполитой Австрия чеканила шеляги для Галиции.

## Шеляги в Прибалтике
На территории Эстонии и Латвии шеляг долгое время был счётной денежной единицей. После денежной реформы 1422—1426 годов так стали называть монеты, которые до этого именовались артигами и которые на этой территории вместе с пфеннигами стали основными инструментами внутреннего денежного обращения.

## Шеляги на Украине
В XIX веке на Украине «шеляг» — это обиходное название русской копейки. Более крупная денежная единица называлась копой (кипником) и равнялась 50 шелягам, то есть копейкам.